# مسابقه آواز یوروویژن ۱۹۸۳
مسابقه آواز یوروویژن ۱۹۸۳ ۲۸مین دوره از مسابقات آواز یوروویژن بود که در Rudi-Sedlmayer-Halle,، مونیخ، آلمان غربی برگزار شد. برنده آن کشور لوکزامبورگ بود.